# هايخني هيدال

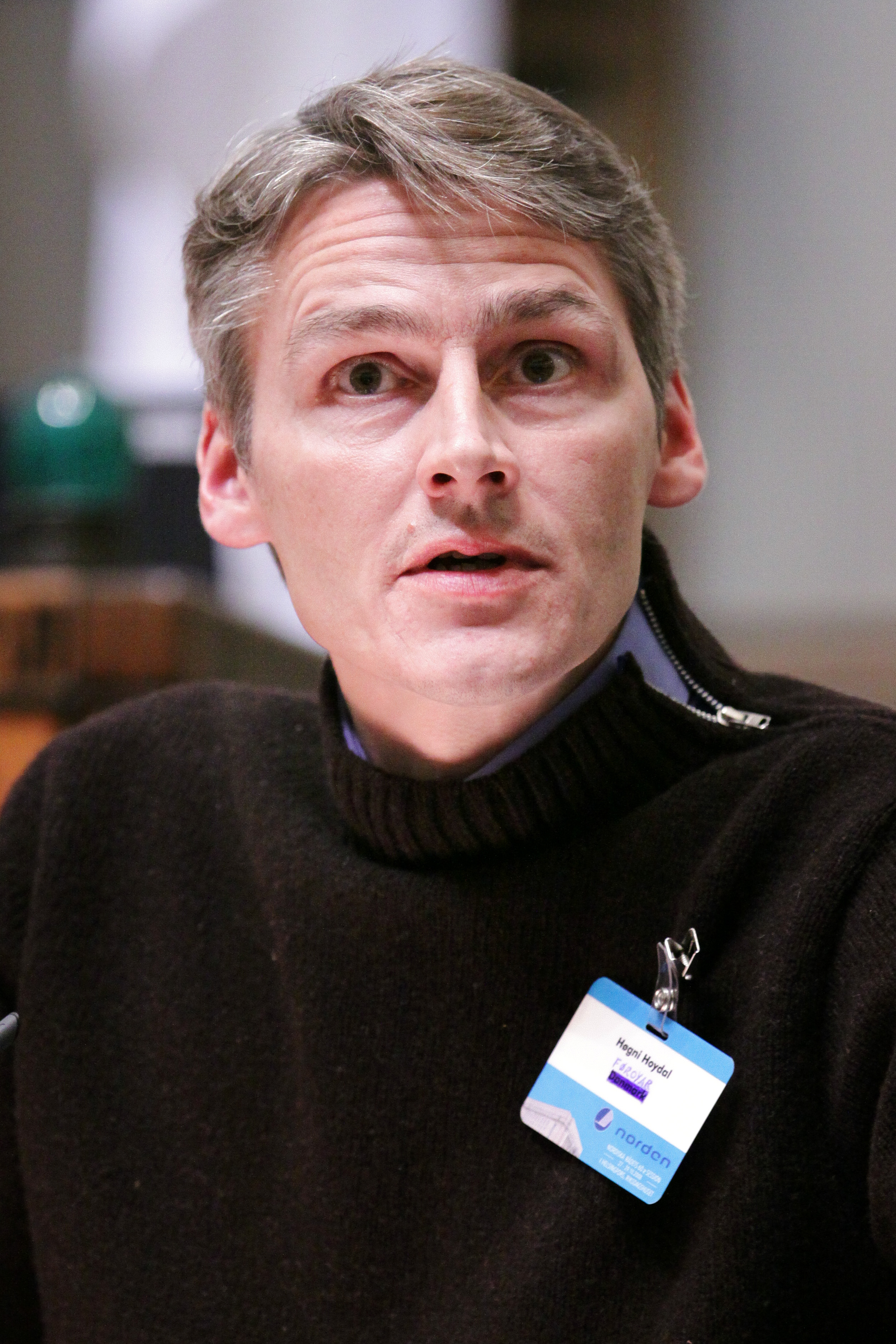
هايخني هيدال، 29 أكتوبر 2008.

هايخني كارستن هيدال (بالدنماركية: Høgni Hoydal)‏ (مواليد 28 آذار / مارس 1966) هو سياسي فاروي، وزير خارجية جمهورية جزر فارو منذ 5 فبراير 2008.
وكان نائب رئيس مجلس الوزراء ووزير العدل في 16 مايو 1998 إلى 5 ديسمبر، 2003. وهو منذ 15 سبتمبر 2015، نائب رئيس مجلس الوزراء وزير الصيد في حكومة أكسيل في جوهانسن.